# Tân Thượng, Văn Bàn
Tân Thượng là một xã thuộc huyện Văn Bàn, tỉnh Lào Cai, Việt Nam.

## Địa lý
Xã Tân Thượng có vị trí địa lý:
- Phía bắc giáp huyện Bảo Yên
- Phía nam giáp xã Chiềng Ken và xã Tân An
- Phía đông giáp xã Tân An và huyện Bảo Yên
- Phía tây giáp xã Sơn Thủy.

Xã Tân Thượng có diện tích 36,95 km², dân số năm 1999 là 2.879 người, mật độ dân số đạt 78 người/km².
Tân Thượng là xã thuộc vùng 3 của huyện Văn Bàn, địa hình đặc trưng miền núi bị chia cắt nhiều độ dốc lớn. Có nhiều khu vực là khe hẹp sâu và thung lũng chạy dài. Đất canh tác được phân bố dọc theo các khe núi như khe Dài, khe Ù, khe Tép, khe Tôm, khe Thùng. Tổng diện tích tự nhiên của xã là 3.774,0 ha. Cách trung tâm huyện Văn Bàn 24 km về phía Đông Bắc.

## Hành chính
Xã Tân Thượng được chia thành 14 thôn.